# Cantó de Trévières
El cantó de Trévières és un cantó francès del departament de Calvados integrat al districte de Bayeux. Té 25 municipis.

## Municipis
- Aignerville
- Bernesq
- Blay
- Le Breuil-en-Bessin
- Bricqueville
- Colleville-sur-Mer
- Colombières
- Crouay
- Écrammeville
- Étréham
- Formigny
- Louvières
- Maisons
- Mandeville-en-Bessin
- Mosles
- Rubercy
- Russy
- Sainte-Honorine-des-Pertes
- Saint-Laurent-sur-Mer
- Saon
- Saonnet
- Surrain
- Tour-en-Bessin
- Trévières
- Vierville-sur-Mer

## Història
| Data d'elecció                           | Identitat           | Partit          | Qualitat |
| ---------------------------------------- | ------------------- | --------------- | -------- |
| 1945-1975                                | M. Vautier          | Divers droite   |          |
| 1975-2008                                | Roger Jouet         | CD, després UDF |          |
| 2008-                                    | Jean-Pierre Richard | Divers droite   |          |
| les dades anteriors no són pas conegudes |                     |                 |          |
|                                          |                     |                 |          |

## Demografia
| A partir de 1990 : Població sense dobles comptes |